# Cabinet Oettinger II
Land de Bade-Wurtemberg
Oettinger I Mappus
Le cabinet Oettinger II (en allemand : Kabinett Oettinger II) est le gouvernement du Land allemand du Bade-Wurtemberg entre le 14 juin 2006 et le 10 février 2010, durant la quatorzième législature du Landtag.

## Majorité et historique
Dirigé par le ministre-président chrétien-démocrate sortant Günther Oettinger, ce gouvernement est constitué et soutenu par une « coalition noire-jaune » entre l'Union chrétienne-démocrate d'Allemagne (CDU) et le Parti populaire démocratique (FDP/DVP). Ensemble, ils disposent de 84 députés sur 139, soit 60,4 % des sièges du Landtag de Bade-Wurtemberg.
Il est formé à la suite des élections régionales du 26 mars 2006 et succède au cabinet Oettinger I, constitué et soutenu par la même coalition. À l'occasion de ce scrutin, la CDU se maintient à son score de 2001 avec plus de 44 % des suffrages, tandis que le FDP/DVP repasse la barre des 10 %, une première depuis 1972. Au pouvoir depuis dix ans, la coalition est alors reconduite.
Le 24 octobre 2009, le futur gouvernement fédéral annonce que Günther Oettinger sera le prochain commissaire européen allemand. La CDU régionale lui choisit comme successeur le président du groupe parlementaire, Stefan Mappus. Il prend ses fonctions lors de l'intronisation du ministre-président sortant à la Commission européenne le 10 février 2012, et forme alors son gouvernement avec la même coalition.

## Composition

### Initiale (14 juin 2006)
- Les nouveaux ministres sont indiqués en gras, ceux ayant changé d'attributions en italique.

| Poste                                                                          | Ministre | Ministre           | Parti   |
| ------------------------------------------------------------------------------ | -------- | ------------------ | ------- |
| Ministre-président                                                             |          | Günther Oettinger  | CDU     |
| Vice-ministre-président Ministre de la Justice                                 |          | Ulrich Goll        | FDP/DVP |
| Ministre des Affaires européennes                                              |          | Willi Stächele     | CDU     |
| Ministre de l'Intérieur                                                        |          | Heribert Rech      | CDU     |
| Ministre de l'Éducation, de la Jeunesse et des Sports                          |          | Helmut Rau         | CDU     |
| Ministre de la Science, de la Recherche et des Arts                            |          | Peter Frankenberg  | CDU     |
| Ministre des Finances                                                          |          | Gerhard Stratthaus | CDU     |
| Ministre de l'Économie                                                         |          | Ernst Pfister      | FDP/DVP |
| Ministre de l'Alimentation et du Milieu rural                                  |          | Peter Hauk         | CDU     |
| Ministre du Travail et des Affaires sociales                                   |          | Monika Stolz       | CDU     |
| Ministre de l'Environnement                                                    |          | Tanja Gönner       | CDU     |
| Ministre sans portefeuille Représentant du Land auprès du gouvernement fédéral |          | Wolfgang Reinhart  | CDU     |

### Remaniement du 4 juin 2008
- Les nouveaux ministres sont indiqués en gras, ceux ayant changé d'attributions en italique.

| Poste                                                 | Ministre | Ministre          | Parti   |
| ----------------------------------------------------- | -------- | ----------------- | ------- |
| Ministre-président                                    |          | Günther Oettinger | CDU     |
| Vice-ministre-président Ministre de la Justice        |          | Ulrich Goll       | FDP/DVP |
| Ministre des Affaires fédérales et européennes        |          | Wolfgang Reinhart | CDU     |
| Ministre de l'Intérieur                               |          | Heribert Rech     | CDU     |
| Ministre de l'Éducation, de la Jeunesse et des Sports |          | Helmut Rau        | CDU     |
| Ministre de la Science, de la Recherche et des Arts   |          | Peter Frankenberg | CDU     |
| Ministre des Finances                                 |          | Willi Stächele    | CDU     |
| Ministre de l'Économie                                |          | Ernst Pfister     | FDP/DVP |
| Ministre de l'Alimentation et du Milieu rural         |          | Peter Hauk        | CDU     |
| Ministre du Travail et des Affaires sociales          |          | Monika Stolz      | CDU     |
| Ministre de l'Environnement                           |          | Tanja Gönner      | CDU     |